# فسيولوجيا سباق الماراثون
فسيولوجيا سباق الماراثون ترتبط عادةً بالمتطلبات العالية على الجهاز القلبي الوعائي لعدائي الماراثون ونظامهم الحركي. تم تصور الماراثون منذ قرون واكتسب شعبية مؤخرًا بين العديد من السكان حول العالم. تمثل مسافة 42.195 كم (26.2 ميل) تحديًا بدنيًا يستلزم سمات مميزة لعملية التمثيل الغذائي للطاقة لدى الفرد. ينتهي عدائي الماراثون في أوقات مختلفة بسبب الخصائص الفسيولوجية الفردية. يلتقط التفاعل بين أنظمة الطاقة المختلفة جوهر سبب وجود خصائص فسيولوجية معينة لعدائي الماراثون. إن الكفاءة المختلفة لبعض السمات الفسيولوجية لدى عدائي الماراثون دليل على تنوع أوقات الانتهاء بين عدائي الماراثون النخبة الذين يشتركون في أوجه التشابه في العديد من الخصائص الفسيولوجية. وبصرف النظر عن القدرات الهوائية الكبيرة والآليات الكيميائية الحيوية الأخرى، فإن العوامل الخارجية مثل البيئة والتغذية السليمة لعدائي الماراثون يمكن أن تعزز الرؤية حول سبب تباين أداء الماراثون على الرغم من الخصائص الفسيولوجية المثالية التي حصل عليها العداء.

## التاريخ
كان أول ماراثون جريًا لمسافة 25 ميلًا ركضه فيديبيدس، وهو جندي يوناني ركض إلى أثينا من بلدة ماراثون في اليونان لينقل خبر انتصاره على الفرس عام 490 قبل الميلاد. وفقًا لهذا الاعتقاد، فقد سقط ميتًا من الإرهاق بعد وصوله إلى أثينا بفترة وجيزة. بعد آلاف السنين، أصبح سباق الماراثون جزءًا من الرياضات العالمية، بدءًا من الماراثون الافتتاحي في دورة الألعاب الأولمبية الحديثة عام 1896. بعد حوالي 40 عامًا من قطع مسافات مختلفة، أصبح سباق الماراثون لمسافة 42.195 كيلومترًا (26.2 ميلًا) هو السباق المعتاد. وقد تضاعف عدد سباقات الماراثون في الولايات المتحدة أكثر من 45 مرة خلال هذه الفترة. ومع ازدياد شعبيته، أصبح لدى المجال العلمي أساس متين لتحليل بعض الخصائص الفسيولوجية والعوامل المؤثرة على هذه السمات التي أدت إلى وفاة فيديبيدس. إن المتطلبات الفيزيائية والكيميائية العالية للجري في الماراثون والاختلافات عبر أوقات الانتهاء تجعل مجال الدراسة معقدًا ويتشابك مع جوانب متعددة من القدرات البشرية.

## مسارات الطاقة أثناء التمرين
يقوم الإنسان باستقلاب الطعام لنقل الطاقة الكامنة منه إلى أدينوسين ثلاثي الفوسفات (ATP). يوفر هذا الجزيء الطاقة الفورية لجسم الإنسان لجميع وظائف خلاياه. يحتاج جسم الإنسان بشكل كبير إلى ATP أثناء التمرين لتزويد نفسه بالطاقة الكافية لدعم جميع التغيرات المصاحبة له أثناء العمل. أنظمة الطاقة الثلاثة المشاركة في التمرين هي مسارات الطاقة الفوسفورية، واللاهوائية، والهوائية. يُعطي العمل المتزامن لهذه المسارات الثلاثة الأولوية لمسار واحد على الآخر حسب نوع التمرين الذي يمارسه الفرد. ويعتمد هذا التفاوت في الأولويات على مدة التمرين وشدته. يُعد الاستخدام المتنوع لهذه المسارات أمرًا أساسيًا للآليات التي تدعم التمرين الطويل والمستمر - مثل الجري في الماراثون.

### مسار الطاقة الفوسفوري
يستعيد مسار الطاقة اللاهوائي الفوسفوري (ATP-PC) ATP بعد تحلله عبر فوسفات الكرياتين المخزن في العضلات الهيكلية. هذا المسار لاهوائي لأنه لا يتطلب الأكسجين لتخليق أو استخدام ATP. يستمر استعادة ATP لمدة 30 ثانية تقريبًا فقط من التمرين. يُعد هذا المعدل السريع لإنتاج ATP ضروريًا عند بدء التمرين. كمية فوسفات الكرياتين وATP المخزنة في عضلات صغيرة، ومتوفرة بسهولة، ويتم استخدامها بسرعة بسبب هذين العاملين. يُعد رفع الأثقال أو الجري السريع أمثلة على التمارين التي تستخدم هذا المسار للطاقة.

### لاهوائي
يُعد مسار الطاقة اللاهوائي للتحلل السكري مصدر الطاقة البشرية بعد أول 30 ثانية من التمرين وحتى 3 دقائق منه. تعتمد أول 30 ثانية من التمرين بشكل كبير على المسار الفسفوري لإنتاج الطاقة. من خلال التحلل السكري، يُنتج الجسم ATP عن طريق تكسير الكربوهيدرات من جلوكوز الدم أو مخازن الجليكوجين في العضلات دون الحاجة إلى الأكسجين. غالبًا ما يُنظر إلى مسار الطاقة هذا على أنه المسار الانتقالي بين مسار الطاقة الفوسفورية ومسار الطاقة الهوائية، وذلك نظرًا لنقطة بداية ونهاية هذا المسار في التمرين. يُعد الجري لمسافة 300-800 متر مثالًا على تمرين يستخدم هذا المسار، إذ إنه عادةً ما يكون أعلى شدة من تمارين التحمل، ويستمر لمدة 30-180 ثانية فقط، حسب التدريب.

### هوائي (مؤكسد)
مسار الطاقة الهوائية هو ثالث أبطأ مسار لإنتاج ATP، وهو يعتمد على الأكسجين. يُوفر هذا المسار عادةً الجزء الأكبر من طاقة الجسم أثناء التمرين، بعد ثلاث دقائق من بداية التمرين وحتى نهايته، أو عندما يشعر الفرد بالتعب. يستخدم الجسم هذا المسار للتمرين منخفض الشدة الذي يستمر لأكثر من ثلاث دقائق، وهو ما يتوافق مع معدل إنتاج الجسم لـ ATP باستخدام الأكسجين. يُعدّ نظام الطاقة هذا ضروريًا لرياضيي التحمل، مثل عدّائي الماراثون، والرياضيين الثلاثيين، والمتزلجين، وغيرهم. يُنتج مسار الطاقة الهوائية أكبر كمية من ATP من بين هذه الأنظمة الثلاثة. ويعود ذلك بشكل رئيسي إلى قدرة هذا النظام على تحويل الدهون والكربوهيدرات والبروتينات إلى حالة تُمكّنها من دخول الميتوكوندريا، وهي موقع إنتاج ATP الهوائي.

## الخصائص الفسيولوجية لعدائي الماراثون

### السعة الهوائية (VO2Max)
يتمتع عدائي الماراثون بقدرات هوائية أعلى من المتوسط، وغالبًا ما تزيد بنسبة 50% عن الأفراد النشطين عادةً. السعة الهوائية (VO2Max) هي قدرة الفرد على امتصاص واستهلاك الأكسجين إلى أقصى حد في جميع أنسجة الجسم أثناء التمرين الشاق. تُعد السعة الهوائية مقياسًا جيدًا لشدة التمرين، حيث إنها الحد الأقصى للأداء البدني. لا يمكن لأي فرد ممارسة أي تمرين بأقصى نسبة 100% من السعة الهوائيه لفترات طويلة. عادةً ما يُجرى الماراثون بنسبة 70-90% من السعة الهوائية، ويُمثل الاستخدام الجزئي للسعة الهوائية عنصرًا أساسيًا في أداء الماراثون. تتكون السعة الهوائية (VO2Max) من آليات فسيولوجية تتمثل في نقل وتوزيع الدم واستخدام هذا الأكسجين داخل خلايا العضلات. تُعدّ السعة الهوائية أحد أبرز مؤشرات أداء تمارين التحمل. تبلغ السعة الهوائية لعدّاء النخبة عند أقصى تمرين ضعف قيمة السعة الهوائية لشخص بالغ لائق أو مُدرّب عند أقصى تمرين. يُظهر عدّاءو الماراثون خصائص فسيولوجية تُمكّنهم من التعامل مع المتطلبات العالية لجري لمسافة 26.2 ميل (42.195 كيلومتر).

### عناصر السعة الهوائية
المكونات الأساسية للسعة الهوائية للفرد هي خصائص القدرة الهوائية التي تؤثر على الاستخدام الجزئي (٪ السعة الهوائية) لهذه القدرة على امتصاص واستهلاك الأكسجين أثناء التمرين المُرهق. يعتمد نقل كميات كبيرة من الدم من وإلى الرئتين للوصول إلى جميع أنسجة الجسم على ارتفاع النتاج القلبي ومستويات كافية من الهيموغلوبين الكلي في الجسم. الهيموغلوبين هو البروتين الذي يحمل الأكسجين داخل خلايا الدم وينقل الأكسجين من الرئتين إلى أنسجة الجسم الأخرى عبر الجهاز الدوري. لنقل الأكسجين في الدم بفعالية أثناء الماراثون، يجب أن يكون توزيع الدم فعالاً. الآلية التي تسمح بتوزيع الأكسجين إلى خلايا العضلات هي تدفق الدم العضلي. تُعد زيادة تدفق الدم الموضعي بمقدار 20 ضعفًا داخل العضلات الهيكلية ضرورية لرياضيي التحمل، مثل عدائي الماراثون، لتلبية احتياجات عضلاتهم من الأكسجين عند أقصى جهد بدني، والذي يصل إلى 50 ضعفًا مقارنة بالراحة. عند نقل وتوزيع الأكسجين بنجاح في الدم، فإن استخلاص واستخدام الدم داخل العضلات الهيكلية هو ما يُؤدي إلى زيادة القدرة الهوائية لعدّاء الماراثون والتحسين العام لأداء الفرد في الماراثون. يتم استخلاص الأكسجين من الدم بواسطة الميوغلوبين داخل خلايا العضلات الهيكلية التي تستقبل الأكسجين وتخزنه. تساعد هذه المكونات من القدرة الهوائية في تحديد أقصى امتصاص واستهلاك للأكسجين في أنسجة الجسم أثناء التمرين الشاق.

### القلب
غالبًا ما يُظهر عدّاءو الماراثون تضخمًا في أبعاد القلب وانخفاضًا في معدل ضربات القلب أثناء الراحة، مما يُمكّنهم من تحقيق قدرات هوائية أكبر. على الرغم من أن هذه التغيرات الشكلية والوظيفية في قلب عدّاء الماراثون تُساعد في تعظيم قدرته الهوائية، إلا أن هذه العوامل تُحدد أيضًا الحد الأقصى لامتصاص واستهلاك الأكسجين في أنسجة الجسم أثناء تمارين التحمل. تُمكّن أبعاد القلب المتزايدة الفرد من تحقيق حجم ضربة أكبر. ويحدث انخفاض مُصاحب في حجم الضربة مع الزيادة الأولية في معدل ضربات القلب عند بدء التمرين. أعلى معدل ضربات قلب يُمكن للفرد تحقيقه يكون محدودًا ويتناقص مع التقدم في السن (معدل ضربات القلب الأقصى المُقدّر = 220 - العمر بالسنوات). على الرغم من زيادة أبعاد القلب، فإن السعة الهوائية لعدّاء الماراثون تقتصر على هذا المعدل المُحدد والمتناقص باستمرار. لا يمكن للقدرة الهوائية للرياضي أن تزيد بشكل مستمر لأن معدل ضربات قلبه الأقصى لا يمكنه ضخ سوى حجم محدد من الدم.

### سعة حمل الأكسجين
يمر الشخص الذي يركض في ماراثون بتوزيع الدم على العضلات الهيكلية. يُعزز هذا التوزيع استخلاص العضلات للأكسجين إلى أقصى حد، مما يُمكّنها من إنتاج أكبر كمية من ATP لتلبية احتياجاتها الهوائية. ولتحقيق ذلك، يزداد حجم الدم. قد تؤدي الزيادة الأولية في حجم الدم أثناء ركض الماراثون إلى انخفاض حجمه لاحقًا نتيجةً لارتفاع درجة حرارة الجسم الأساسية، وتغيرات الرقم الهيدروجيني (pH) في العضلات الهيكلية، وزيادة الجفاف المرتبط بالتبريد أثناء هذا التمرين. تعتمد ألفة الدم للأكسجين على حجم بلازما الدم وانخفاض حجمه بشكل عام. يمكن أن يُحد الجفاف واختلاف درجة الحرارة والرقم الهيدروجيني (pH) بين الرئتين والشعيرات الدموية العضلية من قدرة الشخص على استخدام قدرته الهوائية جزئيًا (%VO2Max).

### القيود الثانوية
تشمل القيود الأخرى التي تؤثر على سعة هوائية لدى عداء الماراثون الانتشار الرئوي، ونشاط إنزيم الميتوكوندريا، وكثافة الشعيرات الدموية. يمكن أن تكون هذه السمات لدى عدّاء الماراثون أكبر مقارنةً بشخص غير مُدرّب، ولكن لها حدود قصوى يُحددها الجسم. من المُرجّح أن يُتيح تحسّن نشاط إنزيم الميتوكوندريا وزيادة كثافة الشعيرات الدموية استيعاب المزيد من ATP المُنتَج هوائيًا. تحدث هذه الزيادات فقط عند نقطة مُعينة، وتُساعد في تحديد ذروة السعة الهوائية. يرتبط الانتشار الرئوي لدى هؤلاء الأفراد ارتباطًا وثيقًا بالسعة الهوائية، خاصةً لدى الأفراد الأصحاء، وقد يُحدّ من قدرتهم على تشبع الهيموغلوبين بالأكسجين بكفاءة بسبب النتاج القلبي الكبير. يُمكن أن يُعزى قصر وقت عبور كميات كبيرة من الدم التي يتم ضخها في وحدة الزمن إلى هذا التشبع غير الكافي بالأكسجين، والذي غالبًا ما يُلاحظ لدى الرياضيين المُدرّبين جيدًا، مثل عدّائي الماراثون. لا يصل كل هواء الشهيق ومكوناته إلى الجهاز الرئوي بسبب الفراغ التشريحي الميت في جسم الإنسان، والذي يُعدّ، من حيث التمرين، مصدرًا لهدر الأكسجين.

### الاقتصاد في استهلاك الطاقة في الجري
على الرغم من كونه أحد أهم مؤشرات الأداء في الماراثون، إلا أن ارتفاع معدل استهلاك الأكسجين الأقصى (VO2Max) يُعدّ أحد العوامل التي قد تؤثر على الأداء. يتمثل مفهوم الاقتصاد في استهلاك الطاقة لدى عدّائي الماراثون في انخفاض حاجتهم للأكسجين إلى الحد الأقصى بسرعات محددة. يساعد هذا المفهوم في تفسير اختلاف أوقات الماراثون بين عدّائين ذوي قدرات هوائية متشابهة. يُظهر استهلاك الأكسجين في الحالة الثابتة، المستخدم لتحديد الاقتصاد في استهلاك الطاقة، تكلفة الطاقة للجري بسرعات أقل من الحد الأقصى. يُقاس هذا عادةً بحجم الأكسجين المستهلك، إما باللترات أو بالمليلترات، لكل كيلوغرام من وزن الجسم في الدقيقة (لتر/كجم/دقيقة أو مل/كجم/دقيقة). يمكن تفسير التباين في أوقات الفوز لدى عدّائي الماراثون المختلفين الذين لديهم قيم متطابقة تقريبًا للسعة الهوائية و%VO2Max، باختلاف مستويات استهلاك الأكسجين في الدقيقة بنفس السرعات. لهذا السبب، يمكن ملاحظة أن جيم ماكدونا قد ركض الماراثون أسرع من تيد كوربيت في أدائه الفائز مقارنةً بأداء كوربيت. يرتبط هذا المتطلب الأكبر لاستهلاك الأكسجين دون الحد الأقصى (3.3 لتر من الأكسجين في الدقيقة لكوربيت مقابل 3.0 لتر من الأكسجين في الدقيقة لماكدونا) ارتباطًا إيجابيًا بمستوى أعلى من إنفاق الطاقة أثناء الجري بنفس السرعة. يمكن أن يُنسب الفضل إلى الاقتصاد في الجري (الكفاءة) باعتباره عاملاً مهمًا في أداء الماراثون النخبوي حيث يرتبط استهلاك الطاقة ارتباطًا ضعيفًا بزيادة متوسط سرعة العداء. يحدد التفاوت في الاقتصاد في الجري الاختلافات في أداء الماراثون، وتُظهر كفاءة هؤلاء العدائين الاختلافات الهامشية في إجمالي استهلاك الطاقة عند الجري بسرعات أكبر من الرياضيين الترفيهيين.

### عتبة اللاكتات
ترتبط سرعة عدّاء الماراثون عند عتبة اللاكتات ارتباطًا وثيقًا بأدائه. تُعتبر عتبة اللاكتات، أو العتبة اللاهوائية، مؤشرًا جيدًا لقدرة الجسم على معالجة الطاقة الكيميائية وتحويلها إلى طاقة ميكانيكية بكفاءة. يُعتبر الماراثون تمرينًا هوائيًا بامتياز، لكن الشدة العالية المرتبطة بالأداء المتميز تستهلك نسبة أكبر من الطاقة اللاهوائية. عتبة اللاكتات هي نقطة التقاطع بين استخدام الطاقة الهوائية واللاهوائية بشكل رئيسي. يرتبط هذا التقاطع بعدم قدرة نظام الطاقة اللاهوائي على إنتاج الطاقة بكفاءة، مما يؤدي إلى تراكم اللاكتات في الدم، والذي غالبًا ما يرتبط بإرهاق العضلات. لدى الرياضيين المُدربين على التحمل، تظهر زيادة تركيز اللاكتات في الدم عند حوالي 75%-90% من السعة الهوائية، وهو ما يتوافق مباشرةً مع معدل جري عدّاء الماراثون عند السعة الهوائية. مع استمرار هذا المستوى العالي من الشدة لأكثر من ساعتين، يتطلب أداء عدّاء الماراثون إنتاج طاقة أكبر من تلك التي يوفرها نشاط الميتوكوندريا فقط. يؤدي هذا إلى ارتفاع نسبة الطاقة اللاهوائية إلى الهوائية خلال الماراثون. كلما زادت السرعة والاستخدام الجزئي للسعة الهوائية لدى الفرد عند عتبة اللاكتيت، كان أداؤه العام أفضل. هناك غموض حول كيفية تأثير عتبة اللاكتيت على أداء التحمل. تُعزى مساهمة تراكم مستويات اللاكتيت في الدم إلى نقص الأكسجين المحتمل في العضلات الهيكلية، ولكن أيضًا إلى إنتاج المزيد من الجلوكوز الذي يمكن استخدامه كطاقة. إن عدم القدرة على تحديد مجموعة واحدة من المساهمات الفسيولوجية لتأثير تراكم اللاكتيت في الدم على الفرد الممارس يخلق دورًا مترابطًا لعتبة اللاكتيت في أداء الماراثون، بدلاً من دور سببي.

## عوامل بديلة تُساهم في أداء الماراثون

### الوقود
للحفاظ على أداء عالي الشدة، يجب على عدّاء الماراثون الحصول على مخزون كافٍ من الجليكوجين. يوجد الجليكوجين في العضلات الهيكلية أو الكبد. مع انخفاض مستويات الجليكوجين في بداية الماراثون، يُمكن أن يُؤدّي النضوب المُبكّر لهذه المخزونات إلى انخفاض الأداء أو حتى منع إكمال السباق. يُمكن أن يُؤدّي نضوب الجليكوجين إلى الحدّ من إنتاج ATP عبر المسارات الهوائية. تعمل الأحماض الدهنية الحرة كآلية لتوفير مخزون الجليكوجين. يُظهر الارتفاع المُصطنع لهذه الأحماض الدهنية، إلى جانب تدريبات التحمّل، قدرة عدّاء الماراثون على الحفاظ على مستويات عالية من الشدة لفترات أطول. يُعزى الحفاظ على كثافة الجري لفترات طويلة إلى ارتفاع معدل دوران الأحماض الدهنية، مما يسمح للعدّاء بالحفاظ على مخزون الجليكوجين في وقت لاحق من السباق. يُشير البعض إلى أن تناول السكريات الأحادية بتركيزات منخفضة أثناء السباق قد يُؤخّر نضوب الجليكوجين. يُقترح هذا التركيز المنخفض، على عكس التركيز العالي للسكريات الأحادية، كوسيلة للحفاظ على إفراغ معدي أكثر كفاءة وامتصاص معوي أسرع لهذا المصدر من الطاقة. قد تكون الكربوهيدرات المصدر الأكثر كفاءة للطاقة لـ ATP. يُعدّ تناول المعكرونة وتناول الكربوهيدرات في الأيام التي تسبق الماراثون ممارسة شائعة بين عدّائي الماراثون على جميع المستويات.

### تنظيم الحرارة وفقدان سوائل الجسم
يُعد الحفاظ على درجة حرارة الجسم الداخلية أمرًا بالغ الأهمية لأداء عدّاء الماراثون وصحته. قد يؤدي عدم القدرة على خفض درجة حرارة الجسم الداخلية المرتفعة إلى ارتفاع درجة الحرارة. ولخفض حرارة الجسم، يجب على الجسم التخلص من الحرارة الناتجة عن عمليات الأيض عن طريق التعرق (المعروف أيضًا باسم التبريد التبخيري). ويمكن أن يؤدي تبديد الحرارة عن طريق تبخر العرق إلى فقدان كبير للماء في الجسم. يمكن أن يفقد عدّاء الماراثون الماء بنسبة تصل إلى حوالي 8% من وزن الجسم. يُعد تعويض السوائل محدودًا، ولكنه يساعد في الحفاظ على برودة درجات الحرارة الداخلية. يُعد تعويض السوائل تحديًا فسيولوجيًا أثناء ممارسة تمارين بهذه الشدة نظرًا لعدم كفاءة إفراغ المعدة. يمكن أن يساعد تعويض السوائل الجزئي في تجنب ارتفاع درجة حرارة جسم عدّاء الماراثون، ولكنه ليس كافيًا لمواكبة فقدان السوائل عن طريق تبخر العرق.

### العوامل البيئية
تساهم العوامل البيئية، مثل مقاومة الهواء والمطر والتضاريس والحرارة، في قدرة عدّاء الماراثون على الأداء بكامل طاقته الفسيولوجية. ومن هذه العوامل مقاومة الهواء أو الرياح، وتضاريس مسار الماراثون (سواءً كانت جبلية أو مسطحة). يمكن أن يؤثر المطر على الأداء بزيادة وزن ملابس العدّاء. وتُعدّ درجة الحرارة، وخاصةً الحر، أقوى عائق بيئي أمام أداء الماراثون. يؤثر ارتفاع درجة حرارة الهواء على جميع العدّائين بالتساوي. ويرتبط هذا الارتباط السلبي بين ارتفاع درجة الحرارة وانخفاض وقت السباق بدخول عدّائي الماراثون إلى المستشفى وارتفاع حرارة أجسامهم الناتج عن التمارين الرياضية. وهناك عوامل بيئية أخرى أقل ارتباطًا بأداء الماراثون، مثل الملوثات في الهواء، وحتى الجوائز المالية المرتبطة بسباق ماراثون معين.